# Sierra Leona en los Juegos Paralímpicos de Tokio 2020
Sierra Leona estuvo representada en los Juegos Paralímpicos de Tokio 2020 por dos deportistas, un hombre y una mujer. El equipo paralímpico sierraleonés no obtuvo ninguna medalla en estos Juegos.